# Еволюційне планування експериментів

Еволюційне планування є подальшим розвитком методу крутого сходження. В промислових умовах на фоні впливу багатьох випадкових факторів (так званих шумів) необхідно встановити вплив досліджуваних факторів і при цьому не порушити виробничий процес. У таких умовах доцільно використовувати метод еволюційного планування. 
При еволюційному плануванні, як і при методі крутого сходження, вибирається матриця планування і рівні варіювання. Досліди проводяться декількома послідовними циклами. Кожний цикл являє собою одноразову постановку усіх дослідів за прийнятою матрицею досліджень. Серії однакових циклів складають фази досліджень. Після закінчення кожної фази можна змінити рівні варіювання матриці планування, перенести центр експериментів у кращу точку і ввести нові незалежні змінні. При еволюційному плануванні велику роль відводять технологічному аналізу отриманих результатів і обговоренню результатів кожної фази планування. Обробка результатів експериментів виконується тільки для циклів однієї фази. Фази при еволюційному плануванні математично не залежать одна від одної. Для усіх циклів кожної фази матриця планування і рівні варіювання залишаються незмінними.
Основним недоліком методу еволюційного планування є необхід-ність постановки великої кількості дослідів, тобто  nN, де N – кількість циклів. Збільшення часу досліджень веде до нових труднощів, тому що змінюються характеристики сировини, обладнання та ін. Для запобігання впливу цих факторів виконують так зване блокове планування.
Блок-схема логічної послідовності виконання етапів досліджень при еволюційному плануванні наведена на рис.
Її складники такі:
- 1. Визначити фактори дослідження і цільову функцію. Кожний фактор і цільова функція повинні мати чисельні визначення.
- 2. Реалізувати за матрицею планування два дублюючих цикли дослідів.
- 3. Знайти середній результат з усіх N циклів (у першому випадку з двох циклів – N = 2) по кожному і-тому режимному рівню (точці) матриці планування.
- 4. Знайти ефекти по кожному j-тому фактору Aj і ефект зміни в середньому A0.
- 5. Знайти різницю ri між середнім значенням попередніх циклів   і результатом даного циклу  по кожній  і-тій режимній умові.
- 6. Якщо поставлено більше двох циклів (N  > 2). Знаходять помилку по усіх циклах.
- 7. Якщо циклів два (N = 2), приведене середньоквадратичне відхилення  не визначається, тому що по першому в другому циклам можна знайти тільки середньоквадратичне відхилення в межах кожного циклу.
- 8. Знаходять довірчий інтервал для ефектів.
- 9. Перевіряють достовірність ефекту А*=А +(-)а.
- 10. Якщо значення коефіцієнта А > а, можна визначити регулюючу дію Δ=Аk , де k – коефіцієнт пропорційності, який береться з урахуванням можливостей процесу і уявлення про нього.
- 11-12. Поставити дослід з коректованими значеннями факторів і проаналізувати з технологічної точки зору отримані результати, після чого намітити нову фазу досліджень або поставити ще один дослід з коректованим значенням факторів.
- 13. Якщо значення коефіцієнтів менше або порівнянне з інтервалами А<а, отримане значення ефекту випадкове, вплив факторів не виявлений і потрібно повторити цикл при тих же режимах матриці планування.